# Шора (приток Илети)
Шора (тат. Шура, Şura) — река в России, протекает в республиках Марий Эл и Татарстан. Левый приток реки Илеть.

## Описание
Длина реки 52 км, площадь водосборного бассейна 490 км². Исток в 2 км к югу от посёлка Мариец в Мари-Турекском районе Марий Эл. Течёт к посёлку и поворачивает на юго-западо-запад. Протекает по территории Арского и Атнинского районов Татарстана, нижнее течение проходит в Моркинском районе Марий Эл. Впадает в Илеть в 154 км от её устья по левому берегу, в 5,5 км северо-восточнее (выше) деревни Фадейкино.
Правый берег почти полностью и левый берег на большом протяжении заняты лесными массивами.
На реке расположены сросшиеся сёла Мариец/Шора (Марий Эл), Байкал, Новая Серда, Малая Атня (все — Татарстан). Крупнейшие населённые пункты всего бассейна — Шиньша и Шоруньжа (оба — Марий Эл).
Притоки (от устья, в скобках длина в км)
- пр: Коша
- пр: Шутна
- 23 км пр: Унжинка (10)
- пр: Минерка
- 37 км пр: Сурка (12)
- лв: Сюльтинка

## Данные водного реестра
По данным государственного водного реестра России относится к Верхневолжскому бассейновому округу, водохозяйственный участок реки — Волга от Чебоксарского гидроузла до города Казань, без рек Свияга и Цивиль, речной подбассейн реки — Волга от впадения Оки до Куйбышевского водохранилища (без бассейна Суры). Речной бассейн реки — (Верхняя) Волга до Куйбышевского водохранилища (без бассейна Оки).
Код объекта в государственном водном реестре — 08010400712112100001555.